# Bifosfonati
I bifosfonati (detti anche bis-fosfonati o difosfonati) sono una classe di farmaci in grado di inibire il riassorbimento osseo. Il nome di tale gruppo deriva dai due gruppi fosfonati che li caratterizzano a livello molecolare.

## Storia
I bifosfonati vennero sviluppati nel XIX secolo ma fu solamente negli anni sessanta del Novecento che vennero studiati in relazione alle patologie del metabolismo osseo. La ragione per il loro utilizzo sugli esseri umani si basava sulla loro capacità d'impedire la dissoluzione dei cristalli di idrossiapatite, il principale costituente minerale dell'osso. Negli anni novanta si riscontrò che il meccanismo d'azione di tali farmaci era, in realtà, a livello cellulare.

## Chimica

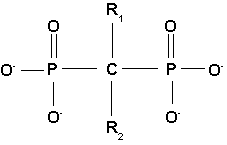
Struttura chimica di un bifosfonato: si possono notare i due gruppi fosfonato e le due catene laterali (R1 e R2)

I bifosfonati sono analoghi del pirofosfato a cui il ponte P-O-P è stato sostituito con un ponte P-C-P non idrolizzabile.
A questo ponte sono collegate due catene laterali:
- la catena laterale lunga determina le proprietà chimiche, la modalità d'azione e la potenza del farmaco,
- la catena laterale corta è responsabile delle proprietà chimiche e della farmacocinetica del composto.

Importante è la suddivisione da un punto di vista chimico dei bifosfonati a seconda dell'assenza o della presenza di un atomo di azoto nella formula di struttura rispettivamente in bifosfonati non azotati e in bifosfonati azotati. In particolare, tra questi ultimi si ricordano i cosiddetti aminobifosfonati che hanno l'atomo di azoto in un gruppo amminico.

## Farmacocinetica
Per i bifosfonati somministrati per via orale meno dell'1% della dose utilizzata è assorbita. Sulla base di ciò ad esempio la somministrazione di ibandronato alla dose di 150 mg per bocca una volta al mese equivale alla dose di 3 mg per via endovenosa ogni tre mesi.
L'assorbimento a livello gastrointestinale dei bifosfonati risente notevolmente dell'assunzione contemporanea di cibo (in particolare di alimenti contenenti calcio), per cui è consigliabile l'assunzione a stomaco vuoto assieme a 1 o 2 bicchieri d'acqua.
Orientativamente, metà della dose assorbita viene escreta in forma immodificata nelle urine. Il rimanente si lega fortemente ai cristalli di idrossiapatite, soprattutto nelle aree di rimodellamento, da cui viene allontanato in un periodo di mesi o anni.

## Farmacodinamica
L'esatto meccanismo d'azione dei bifosfonati è ancora sotto studio nei laboratori di ricerca, ma alcuni dettagli molecolari sono stati delucidati.
I bifosfonati appaiono in grado di aumentare la densità ossea tramite l'inibizione dell'azione degli osteoclasti, principale bersaglio di tali farmaci. In seguito all'attivazione dell'osteoclasto e alla conseguente dissoluzione dell'idrossiapatite, si determina la liberazione dei bifosfonati precedentemente "seppelliti" nella matrice ossea e legati ai sali di calcio dell'osso. Una volta liberato dalla matrice ossea, il farmaco viene a contatto con gli osteoclasti di cui inibisce l'azione.
I meccanismi soggiacenti a un tale fenomeno sembrano essere differenti a seconda dei diversi tipi di bifosfonati, contenenti o non contenenti azoto:
- I bifosfonati che non contengono azoto vengono metabolizzati, a livello cellulare, in un composto in grado di competere con l'adenosina trifosfato (ATP), responsabile del metabolismo energetico della cellula, presentandosi come analoghi non idrolizzabili (pseudo-pirofosfati). A seguito di ciò l'osteoclasto va incontro a esaurimento energetico e conseguente apoptosi.
- I bifosfonati contenenti azoto sono in grado di bloccare l'enzima farnesilpirofosfato sintasi, facente parte della via metabolica dell'acido mevalonico. Il blocco di tale via fa sì che non vengano sintetizzati alcuni metaboliti (farnesil pirofosfato e geranil pirofosfato) essenziali per consentire la modificazione post-traduzionale (chiamata prenilazione) delle piccole proteine G (small G proteins), come il proto-oncogene H-Ras e il regolatore citoscheletrico Rho A. Senza "coda" prenilica, Ras e le proteine analoghe non possono ancorarsi alla membrana cellulare per stimolare le chinasi attivate dai mitogeni (Mitogen-Activated protein Kinases; MAPKs). Tutto ciò interferisce nella trasmissione dei segnali cellulari richiesti per la proliferazione, comportando alterazioni morfologiche fino alla morte per apoptosi.

In via collaterale, uno studio sperimentale ha mostrato che tra i geni che vengono soppressi dal trattamento con alendronato vi sono un regolatore della proteina tubulina, la chinasi attivatrice della fase S (ASK) e l'isoforma zeta della chinasi calcio/lipide-dipendente (PKC), tutti geni necessari alla progressione del ciclo cellulare.
Un altro studio molto più recente però ha dimostrato che i bifosfonati azotati modulano la funzione degli osteoclasti attraverso un meccanismo diverso dall'interferenza con le proteine G.
Essi potrebbero, infatti, inibire il segnale intracellulare mediato dalla tirosina chinasi proto-oncogenica c-Src e la corrispettiva fosfotirosina fosfatasi osteoclastica, PTP-PEST, entrambe richieste per la formazione delle rosette cellulari che aggredisono la matrice ossea.

### Azione antitumorale
Si è visto che queste molecole hanno azioni indirette e dirette contro le cellule neoplastiche. Fra le prime: favoriscono la proliferazione degli osteoblasti, rendono più difficile l'impianto delle cellule stesse, contrastano l'angiogenesi e modulano la risposta immunitaria. Le risposte dirette includono il favorire l'apoptosi e inibire la crescita delle cellule neoplastiche, oltre a potenziare l'effetto degli altri chemioterapici e della radioterapia.
Il farmaco più usato in queste patologie è lo zoledronato . In caso di insufficienza renale può essere sostituito con l'ibandronato che non è nefrotossico . Per evitare la osteonecrosi mandibolare è bene sottoporre il paziente a un controllo radiografico dentario (panoramica), provvedere alle cure locali eventualmente necessarie, evitare procedure chirurgiche durante il trattamento ed educare a una corretta igiene orale.

## Usi clinici
I bifosfonati vengono utilizzati per il trattamento dell'osteoporosi, dell'osteite deformante (malattia ossea di Paget), delle metastasi ossee (in presenza o meno d'ipercalcemia), del mieloma multiplo e di tutte le altre condizioni che possono indurre fragilità ossea. Trovano, in effetti, un ruolo importante nel prevenire l'osteoporosi indotta da un uso cronico di corticosteroidi.

### Rimozione dei tatuaggi
L'università Dalhousie in Canada ha condotto studi atti a confermare la proprietà dei bifosfonati in quanto questi sono capaci di eliminare i macrofagi con conseguente formazione di nuovi che, nel caso ci fosse inchiostro da tatuaggio intraderma consentirebbe la rimozione del tatuaggio nell'area desiderata. Tali studi sono ancora in fase preclinica e stanno ottenendo risultati promettenti.

## Effetti collaterali
Con i bifosfonati orali, i principali effetti avversi che si possono verificare consistono in diarrea, nausea e dolori addominali. Tra gli altri effetti, si ricorda la possibilità di infiammazione ed erosione dell'esofago. Per tale motivo è bene rimanere in posizione seduta o eretta per 30 minuti dopo l'assunzione e si sconsiglia l'uso di questi prodotti in persone con problematiche esofagee.
Un uso continuativo di acido etidronico può interferire con la normale mineralizzazione dell'osso, ma tale fenomeno con gli altri bifosfonati non è stato riscontrato. Sono stati sporadicamente segnalati con alcuni bifosfonati somministrati a lungo termine problemi di qualità dell'osso, con conseguente insorgenza di fratture atipiche (ad esempio, a livello del fusto del femore).
L'uso dei bifosfonati, soprattutto in ambito oncologico e per via endovenosa, è associato a osteonecrosi della mandibola (incidenza dallo 0,8 al 12%). Per tale motivo alle persone sottoposte a terapia antiblastica e ad assunzione di corticosteroidi, si consiglia di effettuare una visita odontoiatrica prima di assumere tali farmaci, in modo da poter eventualmente procedere a una bonifica preventiva di ogni patologia presente. L'interruzione del trattamento nei pazienti chirurgici, non riduce il rischio di osteonecrosi.
Raramente i bifosfonati possono determinare la comparsa di disturbi oculari: congiuntivite, uveite, sclerite, episclerite, fotofobia, dolore o anomalie nella visione. In tali casi è bene rivolgersi a un oftalmologo e valutare la sospensione del farmaco (necessaria in caso di sclerite).
Il giorno dopo una somministrazione per via endovenosa di bifosfonati azotati, si può tipicamente verificare un'infiammazione sistemica (spesso autolimitante) con quadro simil-influenzale (febbre, mialgie, artralgie, dolore scheletrico). Artro-osteo-mialgie possono verificarsi anche con i bisfosfonati orali. Per via endovenosa, i bifosfonati sono stati associati anche a casi di insufficienza renale, sindrome nefrosica (dovute spesso a un'infusione troppo rapida), nonché ad alterazioni elettrolitiche (soprattutto ipocalcemia). Ancora in via di definitivo accertamento, una possibile relazione con la fibrillazione atriale.
I bifosfonati sono controindicati in corso di gravidanza e allattamento, anomalie esofagee o dello svuotamento gastrico, insufficienza renale, presenza di ipocalcemia.

## Interazioni
La contemporanea assunzione di antiacidi, di calcio, di ferro, o comunque di farmaci o alimenti ricchi di cationi bivalenti può limitare l'assorbimento dei bifosfonati che si somministrano per via orale.
L'associazione con gli antibiotici aminoglicosidici può aumentare il rischio di nefrotossicità.